# × Chelyopsis
×Chelyopsis é um género botânico pertencente à família das orquídeas (Orchidaceae).